# Biplan Greene 1909
Le biplan Greene 1909 était un aéronef pionnier américain.
C'est en 1909, sur l'hippodrome de Morris Park que le Dr. William Greene construisit ce biplan qui effectua son premier vol avec succès le 28 octobre 1909.
L'appareil était de style Curtiss, équipé de deux gouvernes avant et arrière, et d'un train d'atterrissage tricycle.

## Spécifications techniques
- Type d'aéronef
```
 Biplan  
```

- Constructeur
```
 Dr. William Greene  
```

- Année de construction
```
 1909  
```

- Premier vol
```
 28 octobre 1909  
```

- Localisation du vol
```
 Hippodrome de Morris Park  
```

- Style
```
 Inspiré du style Curtiss, avec deux gouvernes avant et deux gouvernes arrière  
```

- Train d'atterrissage
```
 Tricycle  
```

- Moteur initial
```
 - Type : Moteur automobile américain et britannique  
 - Puissance : 29 ch (environ 22 kW)  
 - Poids : 145 kg  
```

- Problème d'équilibrage
```
 Nécessité d'ajouter 36 kg de sacs de sable à l'avant de l'avion  
```

- Vol en solo le plus long (28 octobre 1909)
```
 183 m  
```

- Moteur remplacé (novembre 1909)
```
 - Type : Moteur Kimball 2 temps  
 - Puissance : 40 ch (environ 30 kW)  
```

- Premier vol avec passager
```
 15 novembre 1909  
```

- Propriétaire suivant
```
 Wilbur R. Kimball  
```

- Modifications après la vente
```
 Suppression de la queue et expérimentation d’un système de contrôle innovant  
```

- Record établi
```
 Plus court décollage à 9 m (novembre 1909)
```